# Национал-демократическая партия Тибета
Национально-демократическая партия Тибета — одна из крупных партий в тибетском правительстве в изгнании, основанная в 1994 году. Первым лидером партии был избран Т. Т. Карма Чопел.

## Деятельность
По заявлению партии, её главной целью является подготовка к созданию политических партий в будущем Тибете.
В 2008 году партия провела семинары по демократии в тибетских поселениях, расположенных в отдаленных частях Индии, где тибетское сообщество обучалось демократии как ценности. На V Национальном съезде партия приняла законопроект о поддержке тибетских студентов-политологов в различных университетах.

## Оппозиция
В мае 2011 года Тензин Рабгьял основал Народную партию Тибета как оппозицию Национально-Демократической партии

## Лидеры
- Т. Т. Карма Чопел (1994—1996) — первый
- Цетан Норбу (2016—2023) — текущий